# Gustav Brom
Gustav Brom (ur. 22 maja 1921 w Veľkých Levárach, zm. 25 września 1995 w Brnie) – czeski klarnecista jazzowy, dyrygent orkiestr tanecznych i kompozytor. Jego big-band był bardzo popularny w latach 50.–60. XX wieku.
Był żonaty z Marie Gergelovą, z którą miał syna i córkę.